# Movimiento de Acción Nacionalista Organizado
El Movimiento de Acción Nacionalista Organizado (MANO) fue un escuadrón de la muerte de derecha en Guatemala. Debido a su acrónimo, la organización utilizó como símbolo una mano blanca dentro de un círculo rojo, por lo que también fue conocida como Mano Blanca.

## Historia
En 1966, Julio César Méndez Montenegro, del centrista Partido Revolucionario (PR), fue elegido en Guatemala como el primer presidente civil  desde el golpe de Estado militar contra el gobierno de Jacobo Árbenz en 1954 (Operación PBSUCCESS). Sin embargo, después de asumir el cargo, Méndez Montenegro tuvo que hacer concesiones de gran magnitud hacia los militares, que fueron establecidos en un pacto secreto entre el gobierno y los militares de Enrique Peralta Azurdia. El gobierno civil se comprometió en ese pacto a aplicar leyes anticomunistas y dar mano libre a los militares en la lucha contra la guerrilla guatemalteca.
Al mismo tiempo surgieron varios escuadrones de la muerte,que contaron con el apoyo de los partidos de derecha Partido Institucional Democrático (PID) y Movimiento de Liberación Nacional (MLN), que habían sido derrotados en las elecciones de 1966 al igual de empresarios y militares. Estas organizaciones sembraron el terror mediante desapariciones forzadas, torturas y asesinatos de personas que fueron calificadas como "comunistas".
MANO hizo su primera aparición pública el 3 de junio de 1966. Se consideraba como su líder a Jorge Córdoba Molina (llamado Huevo Loco), un ex oficial de la Policía Judicial. En 1967, la organización comenzó a distribuir folletos que contenían listas negras con los nombres de personas políticamente mal vistas, que eran así calificados como blancos de secuestro o asesinato. Pronto se pusieron en práctica estos anuncios con la cobertura o el apoyo de agencias gubernamentales. Las víctimas de la organización procedían principalmente del medio académico, considerado “subversivo”. En 1978 MANO cesó sus actividades.